# Dictyonella
Dictyonella is een geslacht van sponsdieren uit de klasse van de Demospongiae (gewone sponzen).

## Soorten
- Dictyonella alonsoi Carballo, Uriz & Garcia-Gomez, 1996
- Dictyonella arenosa (Rützler, 1981)
- Dictyonella chlorophyllacea Alvarez & Hooper, 2010
- Dictyonella conglomerata (Dendy, 1922)
- Dictyonella foliaformis Lehnert & van Soest, 1996
- Dictyonella funicularis (Rützler, 1981)
- Dictyonella hirta (Topsent, 1889)
- Dictyonella incisa (Schmidt, 1880)
- Dictyonella madeirensis (Topsent, 1928)
- Dictyonella marsilii (Topsent, 1893)
- Dictyonella obtusa (Schmidt, 1862)
- Dictyonella pelligera (Schmidt, 1864)
- Dictyonella plicata (Schmidt, 1880)